# Tournoi des Cinq Nations 1962
Navigation
Tournoi 1961 Tournoi 1963
Le Tournoi des Cinq Nations 1962 (13 janvier - 17 novembre 1962) voit la victoire de la France, sa quatrième consécutive ce qui est une performance jamais encore réalisée.

## Classement
J matches joués, V victoires, N matches nuls, D défaites
PP points pour, PC points contre, Δ différence de points PP-PC
Pts points de classement (victoire 2 points, match nul 1 point, défaite rien)
T Tenante du titre 1961.
| Rang | Nation         | J | V | N | D | PP | PC | Δ   | Pts |
| ---- | -------------- | - | - | - | - | -- | -- | --- | --- |
| 1    | France (T)     | 4 | 3 | 0 | 1 | 35 | 6  | +29 | 6   |
| 2    | Écosse         | 4 | 2 | 1 | 1 | 34 | 23 | +11 | 5   |
| 3    | Angleterre     | 4 | 1 | 2 | 1 | 19 | 16 | +3  | 4   |
| 3    | Pays de Galles | 4 | 1 | 2 | 1 | 9  | 11 | -2  | 4   |
| 5    | Irlande        | 4 | 0 | 1 | 3 | 9  | 50 | -41 | 1   |

- Meilleures attaque, défense et différence de points pour la France.

## Résultats
Tous les matches se jouent un samedi sur neuf dates :
| Édimbourg, 13 janvier 1962 | Écosse         | 03 - 11 | France         |
| Londres, 20 janvier 1962   | Angleterre     | 00 - 0  | Pays de Galles |
| Cardiff, 3 février 1962    | Pays de Galles | 03 - 8  | Écosse         |
| Londres, 10 février 1962   | Angleterre     | 16 - 0  | Irlande        |
| Colombes, 24 février 1962  | France         | 13 - 0  | Angleterre     |
| Dublin, 24 février 1962    | Irlande        | 06 - 20 | Écosse         |
| Édimbourg, 17 mars 1962    | Écosse         | 03 - 3  | Angleterre     |
| Cardiff, 24 mars 1962      | Pays de Galles | 03 - 0  | France         |
| Colombes, 14 avril 1962    | France         | 11 - 0  | Irlande        |
| Dublin, 17 novembre 1962   | Irlande        | 03 - 3  | Pays de Galles |

## Les rencontres du XV de France
Quelques précisions à propos des matches de la France :

### Écosse - France
Quatrième victoire consécutive face au XV du Chardon :
| 13 janvier 1962 Beau temps frais et ensoleillé ; vent favorable à l'Écosse puis à la France. | Écosse                | 3 - 11 (3-3) | France                                                                        | Murrayfield, Édimbourg Pelouse impeccable, 60 000 spectateurs Arbitre : R Williams |
| 13 janvier 1962 Beau temps frais et ensoleillé ; vent favorable à l'Écosse puis à la France. | Pénalité(s) : A Smith |              | Essai(s) : Rancoule Transformation(s) : Albaladejo Pénalité(s) : 2 Albaladejo | Murrayfield, Édimbourg Pelouse impeccable, 60 000 spectateurs Arbitre : R Williams |
| 13 janvier 1962 Beau temps frais et ensoleillé ; vent favorable à l'Écosse puis à la France. |                       |              |                                                                               | Murrayfield, Édimbourg Pelouse impeccable, 60 000 spectateurs Arbitre : R Williams |

### France - Angleterre
Michel Crauste réalise une performance de choix : un hat-trick d'essais (trois essais marqués) pour une première victoire contre l'Angleterre depuis 1956 :
| 24 février 1962 Temps ensoleillé très froid, avec vent. | France                                                  | 13 - 0 (5-0) | Angleterre | Stade de Colombes Bonne pelouse, 34 392 spectateurs Arbitre : G.Walters |
| 24 février 1962 Temps ensoleillé très froid, avec vent. | Essai(s) : 3 Crauste Transformation(s) : 2/3 Albaladejo |              |            | Stade de Colombes Bonne pelouse, 34 392 spectateurs Arbitre : G.Walters |
| 24 février 1962 Temps ensoleillé très froid, avec vent. |                                                         |              |            | Stade de Colombes Bonne pelouse, 34 392 spectateurs Arbitre : G.Walters |

### Pays de Galles - France
Première victoire du pays de Galles face à la France depuis 1957. Les Gallois privent par là les Français d'un premier Grand Chelem :
| 24 mars 1962 Temps ensoleillé | Pays de Galles         | 3 - 0 (3-0) | France | Cardiff, Cardiff Bon terrain, 50 000 spectateurs Arbitre : K Kelleher |
| 24 mars 1962 Temps ensoleillé | Pénalité(s) : K Coslet |             |        | Cardiff, Cardiff Bon terrain, 50 000 spectateurs Arbitre : K Kelleher |
| 24 mars 1962 Temps ensoleillé |                        |             |        | Cardiff, Cardiff Bon terrain, 50 000 spectateurs Arbitre : K Kelleher |

### France - Irlande
Troisième victoire consécutive de la France face à l'Irlande :
| 14 avril 1962 Temps très changeant : soleil, bourrasques, tornade puis ciel dégagé ; vent violent tourbillonnant. | France                                                                      | 11 - 0 (5-0) | Irlande | Stade de Colombes Terrain impeccable puis glissant, 28 318 spectateurs Arbitre : J Taylor |
| 14 avril 1962 Temps très changeant : soleil, bourrasques, tornade puis ciel dégagé ; vent violent tourbillonnant. | Essai(s) : 3 Mommejat, C Lacaze, Crauste Transformation(s) : 1/3 Albaladejo |              |         | Stade de Colombes Terrain impeccable puis glissant, 28 318 spectateurs Arbitre : J Taylor |
| 14 avril 1962 Temps très changeant : soleil, bourrasques, tornade puis ciel dégagé ; vent violent tourbillonnant. |                                                                             |              |         | Stade de Colombes Terrain impeccable puis glissant, 28 318 spectateurs Arbitre : J Taylor |

## Composition de l'équipe victorieuse
Voir l'article : La France dans le Tournoi des Cinq Nations 1962.